# Gyo
Gyo (яп. ギョ, англ. Fish, укр. Риба) — сейнен-манґа жахів, написана та проілюстрована відомим манґакою Джюнджі Іто. Видавалася японською мовою в журналі Big Comic Spirits з 2001 року по 2002 рік та окремо у 2-х томах з лютого 2002 по травень 2002. Аніме-адаптація від студії Ufotable вийшла 15 лютого 2012.

## Сюжет
Група рибалок виловлює дивну рибу, що має тонкі ніжки, але вона тікає. Згодом двоє закоханих, хлопець Тадаші та дівчина Каорі, вирушають у подорож на острів Окінава, щоб відпочити та разом провести час. Каорі має загострений нюх і відчуває сморід, джерелом якого виявляється риба з ніжками. Дівчина просить Тадаші зловити істоту та позбутися її, але рибі вдається втекти.
Наступного дня зграя морських тварин, що має ніжки, виповзає на берег, лякаючи людей. Тадаші та Каорі повертаються до Токіо, але Каорі стає роздратованою та параноїчною, стверджуючи, що далі відчуває сморід риби. Пізніше вони виявляють ще одну рибу та ловлять її в пакет, який передають доктору Коянагі.
Коянагі розповідає, що істота є результатом досліджень у часи Другої світової війни. Японська імперська армія розробляла вірус, який спричиняв поширення отруйного смердючого газу. Його батько розробив «крокувальну машину», що заражає організм жертви вірусом і використовує газ для руху машини, щоб поширювати вірус далі. Однак під час війни ворожа авіація потопила корабель із прототипами крокуючих машин і проєкт покинули.
Невдовзі Тадаші повертається й бачить, що в Коянагі нема руки. Вчений поранився об механічні ніжки риби і ампутував собі кінцівку. Але крокувальна машина чіпляється до відрізаної руки й тікає. Невдовзі Каорі та Тадаші стають свідками навали морських тварин на Токіо. Каорі впадає в депресію, коли зауважує в себе симптоми зараження, та намагається покінчити життя самогубством. Тадаші везе її до Коянагі, намагаючись урятувати, але падає в канал, наповнений гнилою рибою. Він непритомніє, марячи про привиди загиблих японських солдатів.
Через місяць Тадаші отямлюється він виявляє, що Коянагі помістив заражену Каорі в спеціально виготовлений крокувальний механізм. Тепер Каорі — це ледве схожа на людину купа огидної смердючої плоті. Проте Каорі вдається ввімкнути машину, смертельно поранити Коянагі, а потім утекти.
Блукаючи безлюдними міськими вулицями, Тадаші бачить, що більшість ходячих риб і решти тварин зігнили, але машини паразитують на людях. Він натрапляє на цирк, директор і автори в якому імунні до вірусу, проте збожеволіли. Вони вважають, що газ живий, і влаштовують вистави за участю заражених. Каорі опинилася в цирку, Тадаші визволяє її та відводить до помічниці Коянагі, пані Йошіями. Коли вона намагається розібрати крокуючу машину з Каорі, з'являється Коянагі, що перетворив себе на кіборга-дирижабля, наповненого газом. Каорі сприймає розмову Тадаші з Йошіямою за зраду і намагається напасти на неї. Скориставшись цим, Коянагі хапає Йошіяму та відлітає.
Після наступного нападу машин Тадаші губиться та марно розшукує Каорі. Він зустрічає групу студентів з Кіотського університету, котрі пояснюють, що мають імунітет, а вірус створив нові крокуючі машини за зразком тих, що були на затонулому кораблі. Тадаші приєднується до студентів, щоб знайти спосіб перемогти вірус і врятувати людство. Згодом Тадаші натрапляє на обгорілі останки Каорі та просить студентів дозволити йому побути біля решток. Трагікомічно він каже, що Каорі більше не смердить.

## Медіа

### Манґа

#### Список томів
| - 01.«The Death-Stench of the South Seas» (яп. 南海の死臭, Nankai no shishū, «Смертельний сморід південного моря») - 02.«The Death-Stench in the Air» (яп. 浮遊する死臭, Fuyū suru shishū, «Смертельний сморід в повітрі») - 03.«Going Ashore» (яп. 恐ろしい上陸, Osoroshī jōriku, «Виходить на сушу») - 04.«Shark Attack» (яп. ホオジロザメ侵入, Hōjirozame shin'nyū, «Атака акули») - 05.«Flight» (яп. 飛来, Hirai, «Політ») | - 06.«The Death-Stench Creeps» (яп. しのびよる死臭, Shinobiyoru shishū, «Смертельний сморід насувається») - 07.«Testimony» (яп. 遺言, Yuigon, «Доведення») - 08.«Infection» (яп. 感染, Kansen, «Інфекція») - 09.«The Death-Stench invaders, Part 1» (яп. 死臭来襲1, Shishū raishū ichi, «Вторгнення смертельного смороду, частина 1») - 10.«The Death-Stench invaders, Part 2» (яп. 死臭来襲2, Shishū raishū ni, «Вторгнення смертельного смороду, частина 2») |

| - 11.«Pale Kaori» (яп. 青白い華織, Aojiroi kaori, «Бліда Каорі») - 12.«The Death-Stench Device» (яп. 死臭の発明, Shishū no hatsumei, «Механізм смертельного смороду») - 13.«The Inheritors» (яп. 後継者たち, Kōkei-sha-tachi, «Спадкоємці») - 14.«The Pull of the Death-Stench» (яп. まとわりつく死臭, Matowaritsuku shishū, «Сила смертельного смороду») - 15.«The Death-Stench Circus, Part 1» (яп. 死臭サーカス団（1）, Shishū sākasu-dan (ichi), «Цирк смертельного смороду, частина 1») - 16.«The Death-Stench Circus, Part 2» (яп. 死臭サーカス団（2）, Shishū sākasu-dan (ni), «Цирк смертельного смороду, частина 2») | - 17.«The Death-Stench of Lab #2» (яп. 第二研究室の死臭, Dai ni kenkyūshitsu no shishū, «Лабораторія смертельного смороду») - 18.«The Death-Stench Air Raid» (яп. 死臭空襲, Shishū kūshū, «Повітряна атака смертельного смороду») - 19.«The Death-Stench World» (яп. 死臭の時代, Shishū no jidai, «Світ смертельного смороду») - Бонус 1:«The Sad Tale of the Principal Post» (яп. 大黒柱悲話, Daikokubashira hiwa) - Бонус 2:«The Enigma of Amigara Fault» (яп. 阿弥殻断層の怪, Amigara dansō no kai) |

### OVA
OVA на основі манґи була створені студією Ufotable. Режисером став Такаюкі Хірао, а дизайнером персонажів Такуро Такахасі. Спочатку планувалося, що OVA буде тривалістю у 30 хвилин, але у процесі створення хронометраж збільшили до 75 хвилин. Дату релізу назначили на 14 грудня 2011, але пізніше вихід було перенесено на 15 лютого 2012.